# Hanazakari no kimitachi e
Hanazakari no kimitachi e (jap. 花ざかりの君たちへ; pol. Do ciebie w pełni rozkwitu) – shōjo-manga autorstwa Hisayi Nakajō. Manga była w publikowana dwa razy w miesiącu w magazynie Hana to Yume, wydawnictwa Hakusensha. Rozdziały zostały zebrane w 23 tomy i wydane między 18 kwietnia 1997 a 19 maja 2004 roku w Japonii.
Seria skupia się na Mizuki Ashiyi, japońskiej dziewczynie, która mieszka w Stanach Zjednoczonych. Pewnego dnia widzi w telewizji zawody lekkoatletyczne, a jej uwagę przyciąga jeden ze skoczków wzwyż – Izumi Sano. Dziewczyna zaczyna idolizować młodego sportowca i ostatecznie przenosi się do Japonii, aby uczęszczać do tej samej szkoły, co Sano. Istnieje jednak mały drobiazg: Sano uczęszcza do liceum tylko dla chłopców, Ōsaka Gakuen i Mizuki musi przebrać się za chłopca, aby do niej chodzić.

## Fabuła
Mizuki Ashiya, Japonka mieszkająca w Stanach Zjednoczonych ogląda telewizyjny przedstawiający zmagania lekkoatletów, a dokładniej występ skoczka wzwyż – Izumi Sano. Zachwycona jego występem postanawia śledzić jego karierę sportową. Lata później zdobywa informację o szkole, do której chłopak uczęszcza – Ōsaka Gakuen. Szkoła jest niestety szkołą tylko dla chłopców więc Mizuki przekonuje rodziców, aby wysłali ją do Japonii samą. Przebrana za chłopaka wyrusza do Japonii na spotkanie obiektu uwielbienia.

## Manga
Pierwszy rozdział mangi ukazał się w 20. numerze półmiesięcznika Hana to Yume wydawnictwa Hakusensha w 1996 roku. Jej publikacja była kontynuowana, zostały zebrane 23 tomy tankōbon z 144 rozdziałami bez 5 rozdziałów specjalnych, które zostały opublikowane w czasopiśmie i bez kolejnych 5 rozdziałach specjalnych, które zostały opublikowane po zakończeniu serii.
Seria 23 tomów została wydana początkowo przez Hana to Yume Comics. Została później ponownie opublikowana w 12 tomach aizōban przez imprint Hana to Yume Comics Special. Każdy tom zawierał nowy projekt i ilustrację na okładce, jak i kolorowe strony.

## Książki
19 maja 2004 roku została wydana ilustrowana kolekcja zatytułowana Hanazakari no kimitachi e - Nakajō hisaya kakushu (jap. 花ざかりの君たちへ-中条比纱也画集), a 30 maja 2004 roku została wydana książka postaci pt. Hanazakari no kimitachi e - Nakajō hisaya Character Book (jap. 花ざかりの君たちへ-中条比紗也キャラクターブック).
20 sierpnia 2009 roku mangowa antologia została opublikowana przez imprint Hana to Yume Comics Special jako hołd dla tej serii. Została zatytułowana Hanazakari no kimitachi tribute e - 35th Anniversary Hana to Yume Memorial (jap. 花ざかりの君たちへトリビュ-ト ― 35周年花とゆめメモリアル). Została opracowana przez różnych mangaków, w tym Satoshiego Morie związanego z czasopismem, w którym Hana-Kimi się ukazywała. Okładka została narysowana przez samą autorkę.

## CD drama
Powstało wiele CD dram, ale tylko dwie z nich zostały wydane komercyjnie przez Hakusensha i Marine Entertainment. Pierwsza została wydana 26 kwietnia 2000 roku, a druga zatytułowana Hanazakari no kimitachi e II (jap. 花ざかりの君たちへ II) – 23 sierpnia 2002 roku.

## TV drama
Manga została kilkukrotnie zaadaptowana w formie serialu live-action:
- 2006 – Huāyàng shàonián shàonǚ (chiń. upr. 花样少年少女; chiń. trad. 花樣少年少女)
- 2007 – Hanazakari no kimitachi e (jap. 花ざかりの君たちへ~イケメン♂パラダイス~ Hanazakari no kimitachi e ~Ikemen Paradaisu~)
- 2011 – Hanazakari no kimitachi e (jap. 花ざかりの君たちへ~イケメン☆パラダイス~2011 Hanazakari no kimitachi e ~Ikemen Paradaisu Nisen-jūichi~)
- 2012 – Areumdaun geudaeege (kor. 아름다운 그대에게)

Inny tajwański serial Secretly Loving You jest luźno oparty na mandze. Fabuła została zmieniona, ale wykorzystuje ideę dziewczyny przebranej za chłopca, aby dostać się do szkoły, do której chodzi chłopak, którego ona ubóstwia. Serial został wyemitowany w 2002 roku z łączną ilością 30 odcinków.